# Чуря (комуна)
Чуря (рум. Ciurea) — комуна у повіті Ясси в Румунії. До складу комуни входять такі села (дані про населення за 2002 рік):
- Думбрава (1217 осіб)
- Куретурі (289 осіб)
- Лунка-Четецуїй (5078 осіб)
- Пічору-Лупулуй (591 особа)
- Слобозія (536 осіб)
- Хлінча (200 осіб)
- Чуря (2181 особа)

Комуна розташована на відстані 313 км на північ від Бухареста, 10 км на південь від Ясс.

## Населення
За даними перепису населення 2002 року у комуні проживали 10 092 особи.
Національний склад населення комуни:
| Національність   | Кількість осіб | Відсоток |
| ---------------- | -------------- | -------- |
| румуни           | 9476           | 93,9%    |
| цигани           | 595            | 5,9%     |
| італійці         | 16             | 0,2%     |
| угорці           | 1              | < 0,1%   |
| росіяни-липовани | 1              | < 0,1%   |

Рідною мовою назвали:
| Мова      | Кількість осіб | Відсоток |
| --------- | -------------- | -------- |
| румунська | 9500           | 94,1%    |
| циганська | 588            | 5,8%     |
| угорська  | 3              | < 0,1%   |

Склад населення комуни за віросповіданням:
| Релігія       | Кількість осіб | Відсоток |
| ------------- | -------------- | -------- |
| православні   | 9935           | 98,4%    |
| римо-католики | 80             | 0,8%     |
| бретрени      | 29             | 0,3%     |
| п'ятдесятники | 16             | 0,2%     |
| адвентисти    | 2              | < 0,1%   |
| старообрядці  | 2              | < 0,1%   |
| не релігійні  | 2              | < 0,1%   |
| баптисти      | 1              | < 0,1%   |